# Kimberly Quinn (Schauspielerin)
Kimberly Quinn (* 15. Februar 1970) ist eine US-amerikanische Schauspielerin, Filmproduzentin und Drehbuchautorin.

## Leben und Karriere
Quinn besuchte im Sommer 2000 die Schauspielschule in New York City.
Quinn wurde durch ihre Rolle der Gretchen in der FX-Fernsehserie Terriers und ihre Rolle der Tess Masterson in der ABC-Family-Serie Twisted bekannt. Sie hatte Gastauftritte in Fernsehserien wie Diagnose: Mord, Without a Trace – Spurlos verschwunden, Dr. House, Two and a Half Men und CSI: NY.

## Filmografie (Auswahl)
- 1999: Winding Roads (Schauspielerin, Drehbuchautorin, Produzentin)
- 2001: Diagnose: Mord (Diagnosis Murder, Fernsehserie, Folge 8x17 Gefährlicher Tanz)
- 2005: Pulled Over (Kurzfilm, Schauspielerin)
- 2006: End Game (Schauspielerin)
- 2007: Look (Schauspielerin)
- 2008: Two and a Half Men (Fernsehserie, Folge 5x11 Potpourri und Pfefferspray)
- 2010: I Want Candy (Kurzfilm, Schauspielerin, Produzentin)
- 2013–2014: Twisted (Fernsehserie, 19 Folgen, Schauspielerin)
- 2014: A Little Game (Schauspielerin)
- 2014: St. Vincent (Schauspielerin, Produzentin)
- 2016: Hidden Figures – Unerkannte Heldinnen
- 2017: El Camino Christmas
- 2020: Follow Me
- 2021: Der Vogel (The Starling)
- 2022: Raus aus dem Haus – Living the American Dream (American Dreamer)